# Colonial Office

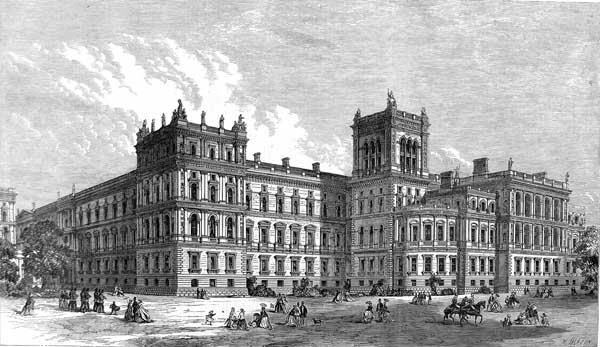
Illustration des Foreign Office, veröffentlicht von The Illustrated London News im Jahr 1866. Das Gebäude beherbergte im linken Flügel das Colonial Office.

Das Colonial Office (deutsch: Kolonialamt) war von 1854 bis 1966 eine eigenständige Abteilung in der britischen Administration. Es war in seiner Eigenschaft ausschließlich für die Verwaltung der britischen Kolonien zuständig und unterstand dem Secretary of State for the Colonies (Kolonialminister), der als Minister dem Kabinett der britischen Regierung angehörte.
Die Abteilung befand sich in einem alten Gebäude in No.14 Downing Street in London. 1870 wurde das Gebäude abgerissen und an gleicher Stelle durch einen von George Gilbert Scott gestalteten und 1875 fertiggestellten Neubau ersetzt. Das neue Gebäude, welches mit dem von Scott 1868 erbauten Foreign Office und India Office ein ungleichmäßiges Rechteck im Regierungsviertel bildete, beherbergte neben dem Colonial Office auch das Home Office (Innenministerium).
Das Colonial Offices war nach geografischen Gesichtspunkten in fünf Unterabteilungen gegliedert. Vier dieser Abteilungen waren bereits 1825 durch das War and Colonial Department, dem Vorläufer des Colonial Offices, eingerichtet worden.
- Nordamerika,
- Westindische Inseln,
- Afrika und Australien,
- Mittelmeer,
- Sonstiges.

Die fünfte Abteilung, mit dem „schöpferisch“ englischen Namen Miscellaneous (deutsch: Sonstiges), wurde 1843 gegründet.

## Geschichte

### Vor 1854
Die britischen Kolonien wurden zwischen 1660 und 1768 von einer Kombination aus dem Secretary of State for the Southern Departments und dem 1696 von Wilhelm III. gegründeten Board of Trade, einem Komitee des britischen Privy Councils regiert. Vor der Gründung des Boards gab es Gremien mit ähnlichen Bezeichnungen. So kann die Commission for Foreign Plantations, die 1634 gegründet wurde, als das erste ständige Gremium angesehen werden, welches in Angelegenheiten der britischen Kolonien verantwortlich zeichnete.
Mit den wachsenden Spannungen zwischen den Kolonisten Amerikas und der britischen Regierung wurde im Jahr 1768 eine neue Abteilung speziell für die Verwaltungen der Kolonien geschaffen. Es gibt widersprüchliche Angaben über die Bezeichnung der von einem Secretary of State (Minister) geführten Abteilung, der im Übrigen gegenüber dem Board of Trade berichtspflichtig war. Doch das Gremium wurde nach Jahren der Inaktivität und Chaos 1772 aufgelöst. Mit dem Verlust der amerikanischen Kolonien wurde 1782 auch das Department aufgelöst. 1784 formte William Pitt, 1. Earl of Chatham den Board of Trade neu und setzte ihn mit einem Präsidenten an der Spitze am 23. August 1786 formal in Kraft. Die rechtsprechende Gewalt (Jurisdiktion) für die Kolonien wurde dem Home Office übertragen. 1801 wurde die Verantwortung für die Kolonien dem Secretary of State for War übertragen, dessen Department sich nun War and Colonial Department nannte. 1825 wurde mit der Position eines ständigen Under-Secretary (einem Staatssekretär vergleichbar), zuständig für die Kolonien, der Anfang eines neuen Colonial Offices markiert.

### Von 1854 bis 1966
Mit dem Einstieg Großbritanniens in den Krimkrieg am 28. März 1854 wurde die Verantwortung für die Kolonien dem Kriegsministerium entzogen und die bestehenden Abteilung für die Kolonien von der Regierung George Hamilton-Gordon, 4. Earl of Aberdeen in eine eigenständige Abteilung, dem Colonial Office, mit Ministerverantwortung ausgegliedert. Sir George Grey, 2. Baronet wurde der erste Secretary of State for the Colonies des neuen eigenständigen Departments. Das Department bestand bis 1966, erfuhr aber über die Jahre hin einige Veränderungen. So wurde bereits 1869 eine eigene Buchhaltung eingeführt, 1870 einige Aufgaben des Abteilungsleiters einem General Department übertragen und 1878 die Emigrations-Angelegenheiten in ein eigenständiges Emigration Department ausgegliedert, welches bis 1894 bestand. 1907 wurde für die Dominions eine Unterabteilung gegründet, die 1925 dann ebenfalls in ein eigenes Department ausgegliedert wurde. Von 1907 bis 1925 übernahm das Colonial Office die Verantwortung über das Imperial Institute. Im Juli 1961 wurde der Bereich Überseehilfe und -entwicklung in ein neues Department of Technical Co-operation ausgegliedert und im März 1962 folgte die Ausgliederung von Angelegenheiten bezüglich Nordrhodesiens und Njassaland in das Central African Office. Von Juli 1962 bis zum Oktober 1964 wurden die Ämter des Secretary of State for the Colonies und des Secretary of State for Commonwealth Relations zusammengelegt und 1966 die Regierungsabteilungen des Colonial Office mit dem Commonwealth Relations Office zu einem Commonwealth Office vereint.

### Nach 1966
Nur zwei Jahre später erfolgte die Zusammenlegung des Commonwealth Office und des Foreign Office zum Foreign and Commonwealth Office, welches heute noch in dieser Form Bestand hat.